# Giuseppe Ottaviani (musicista)
Giuseppe Ottaviani (Viterbo, 12 novembre 1978) è un disc jockey e produttore discografico italiano, membro del gruppo Nu Nrg fino al 2005.

## Biografia

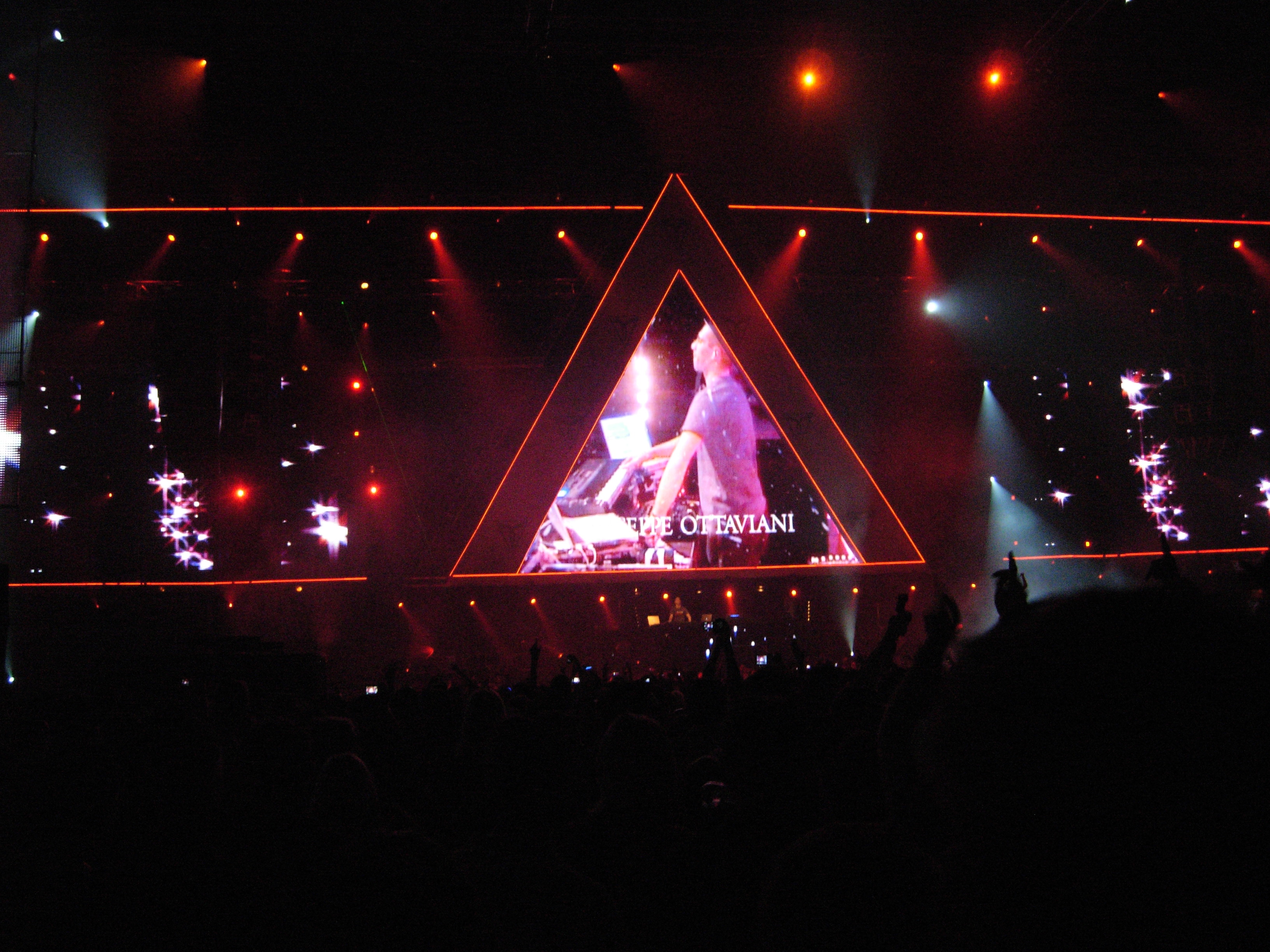
Giuseppe Ottaviani all'evento Transmission nel 2009

Giuseppe Ottaviani ha iniziato gli studi di pianoforte a Viterbo all'età di 4 anni.  Dopo aver frequentato il conservatorio e studiato la musica classica scopre la musica elettronica.  Inizia a esibirsi come DJ in discoteche e radio locali nel 1995 e più tardi inizia ad usare il suo computer per produrre musica. Nel 1999 incontra Andrea Ribeca e Giacomo Miccichè, e insieme avviano il progetto Nu Nrg; il gruppo sigla un contratto con Vandit Records nel 2001 pubblicando tracce di successo.
Giuseppe lascia i Nu Nrg nel 2005 per iniziare la sua carriera da solista.  Molti brani vengono rilasciati su Vandit Records. Tra i più noti "Linking People", "Through Your Eyes" e "No More Alone".
Nel 2013 avvia la sua etichetta GO On Air Recordings (omonima al suo programma radio), supportata da Black Hole Recordings.
Successivamente, forma un duo denominato PureNRG con il DJ e produttore britannico Solarstone, con il quale si esibisce anche in dj set dal vivo. Tale gruppo termina nel 2019

## Discografia

### Singoli (solista)
- 2005 - Linking People
- 2006 - Through Your Eyes / Clambake
- 2006 - Until Monday
- 2007 - Beyond Your Thoughts
- 2008 - Far Away (con Paul van Dyk)
- 2008 - No More Alone
- 2009 - Fallen
- 2009 - Our Dimension
- 2009 - Angel
- 2012 - Toys (con Betsie Larkin)
- 2012 - Lost For Words (con Amba Shepherd)
- 2013 - Earthbeat
- 2013 - Love Will Bring It All Around (con Eric Lumiere)
- 2013 - Magenta (con Ferry Corsten)
- 2013 - Gave Me (con Seri)
- 2013 - Cold Flame
- 2013 - Waterpark
- 2013 - Feel the Music
- 2013 - In This Together (con Alana Aldea)
- 2013 - Heal This Empty Heart (con Alana Aldea)
- 2013 - The Silence Of Time (con Andrea Mazza)
- 2014 - I Am Your Shadow (con Audiocells e Shannon Hurley)
- 2014 - Passion
- 2014 - Waiting on Someday (con Vitamin B)
- 2014 - Liverpool
- 2015 - Lean on Me
- 2015 - No One Like You
- 2015 - Encore (The Anthem)
- 2016 - Brightheart (con Christian Burns)
- 2016 - Aurora (OnAirMix)
- 2017 - Loneliest Night (con Tricia McTeague)
- 2017 - Countdown
- 2017 - Firefly (con Kyler England)
- 2017 - Home (con Jennifer Rene)
- 2017 - Lumina
- 2017 - Legacy
- 2018 - Till The Sunrise
- 2018 - Jakarta
- 2018 - On The Way You Go (con Thea Riley)
- 2018 - Slow Emotion 3
- 2018 - Space Unicorn (con Hypaton)
- 2018 - Why (con Clara Yates)
- 2019 - Carbon Paper
- 2019 - Keep Your Dreams Alive
- 2019 - Panama
- 2019 - Tranceland
- 2019 - 8K
- 2019 - Colours
- 2019 - Empty World
- 2019 - Time Shift
- 2019 - Another Dimension (Transmission Anthem 2019) (con Driftmoon)
- 2019 - Synergy (con Factor B)
- 2019 - Moscow River
- 2020 - Time to Play
- 2020 - Only A Heartbeat Away
- 2020 - I Believe (con Lucid Blue)
- 2020 - Not One Goodbye (con Sue McLaren)
- 2020 - Morpheus
- 2020 - Explorer
- 2020 - Spellboun
- 2021 - Glowing in the Dark
- 2021 - Classmate
- 2021 - Magico (con Armin van Buuren)
- 2021 - Resonate
- 2021 - Beautiful (con Cari)
- 2021 - Be the Angel (con Lucid Blue)
- 2021 - With You (con Monika Santucci)
- 2021 - The Wind in Your Face
- 2022 - Fade Away (con Mila Josef)
- 2022 - Something I Can Dream About (con April Bender)
- 2022 - Hero (con Dan Soleil)
- 2022 - Replay (con Natalie Shay)
- 2022 - Keep You Safe (con Richard Walters)
- 2022 - Won't Matter Much (con Treetalk)
- 2022 - Melody (con Sarah de Warren)
- 2022 - Closer (con Christian Burns)
- 2022 - Bittersweet (con Katrine Stenbekk)
- 2022 - Silhouettes & Outlines (con Jess Ball)
- 2023 - Conscious Mind
- 2023 - To The Stars (A Dreamstate Anthem)

### Album
- 2009 - GO!
- 2013 - Magenta
- 2014 - Magenta Live
- 2016 - Alma
- 2019 - Evolver
- 2022 - Horizons (Part 1)
- 2022 - Horizons (Part 2)
- 2022 - Horizons (Part 3)

### EPs
- 2011 - 10 Years Vandit EP 2 (Remixed by Giuseppe Ottaviani)

### Remixes
- 2006 - Woody van Eyden ft. Jimmy H. - Y68
- 2006 - John O'Callaghan & Bryan Kearney - Exactly
- 2006 - Mr. Groove & Vergas - Just the Way I Like It
- 2006 - Nu-NRG - Last Experience
- 2006 - Lawrence Palmer - Streamline
- 2006 - Greg Downey - Vivid Intent
- 2007 - Thomas Bronzwaer - Close Horizon
- 2007 - Dave202* - Inside Outside
- 2007 - Yoav - Beautiful Lie
- 2008 - Shadowrider - Blue Horizon
- 2008 - Jose Amnesia - Follow Me
- 2008 - Marc Marberg with Kyau & Albert - Neo Love
- 2008 - André Visior & Kay Stone - Something For Your Mind
- 2008 - Andy Hunter feat. Mark Underdown - Stars
- 2009 - Paul van Dyk feat. John McDaid - We Are One
- 2009 - John O'Callaghan feat. Lo-Fi Sugar - Never Fade Away
- 2009 - Tom Colontonio - Mercury Retrograde
- 2009 - Activa - Rise Above / Get On With It
- 2009 - Talla 2XLC vs Robert Burian - Déjà Vu
- 2009 - Fabio XB & Andrea Mazza - Light To Lies
- 2009 - Filo & Peri feat. Eric Lumiere - Soul And The Sun
- 2010 - System F - Out Of The Blue 2010
- 2011 - Solid Globe - North Pole
- 2011 - Gareth Emery - Sanctuary
- 2011 - Aly & Fila - Rosaires
- 2011 - Armin Van Buuren - Take Me Where I Wanna Go
- 2011 - NU NRG - Butterfly (GO 2011 Mix)
- 2011 - Giuseppe Ottaviani - Linking People (2011 Mix)
- 2011 - Marcos - Cosmic String (GO 2011 Mix)
- 2011 - Castaneda - Floor Control (GO 2011 Mix)
- 2011 - Sly One vs Jurrane - Everything To Me
- 2011 - John O'Callaghan & Giuseppe Ottaviani - Ride The Wave (GO Mix)
- 2012 - Paul van Dyk feat. Plumb - I Don't Deserve You
- 2012 - Paul van Dyk feat. Adam Young - Eternity
- 2012 - Solarstone & Giuseppe Ottaviani - Falcons' (On Air Mix)
- 2013 - Armin van Buuren feat. Trevor Guthrie - This Is What It Feels Like
- 2013 - Giuseppe Ottaviani & Eric Lumiere - Love Will Bring It All Around (On Air Mix)
- 2013 - Giuseppe Ottaviani & Ferry Corsten - Magenta (On Earth Mix)
- 2013 - Bobina & Ana Criado - For Who I Am
- 2013 - John O'Callaghan feat. Erica Curran - I Believe
- 2013 - Dash Berlin & Alexander Popov feat. Jonathan Mendelsohn - Steal You Away
- 2013 - Solarstone feat. Lemon - Lovers
- 2014 - Winkee - Awakening
- 2015 - Sean Mathews - Paradise
- 2015 - Paul van Dyk feat. Tricia McTeague - In Your Arms
- 2015 - Paul van Dyk feat. Sue McLaren - Lights
- 2015 - Digital Dreamerz - Perception
- 2016 - Gareth Emery - I Could Be Stronger (But Only for You)
- 2016 - Sean Tyas - Reach Out
- 2016 - APD - Inscribe
- 2016 - Armin van Buuren feat. Lyrica Anderson - Gotta Be Love
- 2017 - Solarstone feat. Meredith Call - I Found You
- 2017 - First State feat. Sarah Howells - Reverie
- 2017 - Solarstone & Indecent Noise – Querencia
- 2017 - Rafael Osmo - Renaissance
- 2018 - Markus Schulz - Safe From Harm
- 2018 - Aly & Fila feat. Sue McLaren - Surrender
- 2019 - Ruben de Ronde - Games
- 2019 - Armin van Buuren & Avian Grays feat. Jordan Shaw - Something Real
- 2019 - Ascension - Someone
- 2020 - Starpicker - Neversea
- 2020 - Gareth Emery feat. Annabel - You'll Be OK
- 2020 - Jes - We Belong To The Night
- 2020 - Chicane featuring Bryan Adams - Don't Give Up
- 2020 - Craig Connelly & Siskin - All for Love
- 2020 - Cold Blue - August Rain
- 2021 - Dennis Sheperd & Sunlounger - I Can Feel
- 2021 - Nicholas Gunn feat. Alina Renae - Broken
- 2022 - Tritonal feat. Susie Ledge - Keep My Dreams Alive
- 2023 - Craig Connelly & Christina Novelli - Black Hole